# Skróty i skrótowce używane w NATO – F
- F - Fighter - samolot myśliwski

- FA
  - Frontal Aviation - lotnictwo frontowe
  - Field Artillery - artyleria polowa
- FAA
  - Allied Air Force - Lotnictwo Sił Sprzymierzonych
  - Allied Air Forces - Lotnictwo Sił Sprzymierzonych
- FAACE - Allied Air Forces Central Europe - Lotnictwo Sił Sprzymierzonych Środkowej Europy
- FAAD - Forward Area Air Defense - obszar przedni obrony powietrznej
- FAADEZ - Forward Area Air Defense Engagement Zone - strefa działań obrony powietrznej w obszarze przednim
- FAAWC - Force Anti-Air Warfare Commander - dowódca broni przeciwlotniczej
- FAC - Forward Air Controller
  - nawigator naprowadzania lotnictwa
  - wysunięty kontroler naprowadzania
  - kontroler wysuniętych sił lotniczych
- FACA - Force Air Co-ordination Area - obszar koordynacji powietrznej
- FAOR - Fighter Area Of Responsibility - obszar odpowiedzialności lotnictwa myśliwskiego
- FARPS - Forward Arming And Refueling Points - wysunięte punkty uzbrajania i tankowania
- FASWC - Force Anti-Submarine Warfare Commander - Dowódca Sił do Zwalczania Broni Podwodnej

- FC - Force Commander - dowódca sił (dowódca wyznaczony do kierowania siłami pokojowymi w obszarze prowadzenia operacji)
- FCC - Flight Co-ordination Centre - ośrodek koordynacji lotów
- FCS - Fire-Control System - system kierowania ogniem
- FCZ - Forward Control Zone - wysunięta strefa kontroli

- FDC - Fire Direction Centre - centrum kierowania ogniem
- FDM - Frequency Division Multiplexing - multipleksowanie z podziałem częstotliwości
- FDPS - Flight Plan Data Processing System - system przetwarzania danych o planach lotu

- FEBA - Forward Edge Of The Battle Area - przedni skraj obszaru walki
- FEZ - Fighter Engagement Zone - strefa użycia lotnictwa myśliwskiego

- FFA - Free-Fire Area - rejon swobodnego ostrzału

- FIC - Flight Information Centre - ośrodek informacji powietrznej
- FIR - Flight Information Region - rejon informacji powietrznej
- FIS - Flight Information Service - służba informacji powietrznej
- FISO - Flight Information Service Officer - oficer służby informacji powietrznej

- FL - Flight Level - poziom lotu
- FLIR - Forward Looking Infra Red - obserwacja przedniej półsfery w podczerwieni
- FLOT - Forward Line Of Own Troops - przedni skraj wojsk własnych

- FMU - Flow Management Unit - zespół ds. zarządzania przepływem ruchu lotniczego

- FOB - Forward Operating Base - wysunięta baza operacyjna
- FOC - Flight Operation Centre - ośrodek działań powietrznych
- FOS - Flight Operation Section - sekcja działań lotniczych

- FPB – Fast Patrol Boat – szybka łódź patrolowa
- FPL - Flight Plan - plan lotu
- FPPS - Flight Plan Processing System - system przetwarzania planów lotu

- FSCC - Fire Support Co-ordination Centre - ośrodek koordynacji wsparcia ogniowego
- FSCL - Fire Support Co-ordination Line - linia koordynacji wsparcia ogniowego
- FSCM - Fire Support Co-ordination Measures - przedsięwzięcia koordynacji wsparcia ogniowego
- FSE - Fire Support Element - zespół wsparcia ogniowego

- FTC-SS - Force Track Coordinator Subsurface - koordynator szlaków żeglugowych sił podwodnych
- FTR - Fighter - samolot myśliwski

- FUA - Flexible Use Of Airspace - elastyczne użytkowanie przestrzeni powietrznej
- FULLCOM - Full Command - pełne dowodzenie